# Tomopterna natalensis
Tomopterna natalensis és una espècie de granota que viu a Moçambic, Sud-àfrica, Eswatini i, possiblement també, a Botswana, Lesotho i Zimbàbue.